# 450
450 CDL na numeração romana) foi um ano comum do século V do Calendário Juliano, da Era de Cristo, teve início a um domingo  e terminou também a um domingo, a sua letra dominical foi A (52 semanas).  Segundo o horóscopo chinês, foi o ano do Tigre.
| Ano completo                    |
| ------------------------------- |
| Ano comum com início ao domingo |

## Eventos
- Cultura Marajoara, Marajó, PA

## Nascimentos
- indefinido o dia - Guntamundo rei dos vândalos;

## Mortes
- 22 de Maio - martírio de Santa Júlia de Cartago.